# Les Enfants du Graal

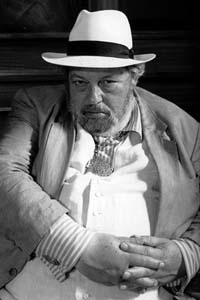
Peter Berling.

Les Enfants du Graal (titre original : Die Kinder des Gral) est une série de romans historiques de Peter Berling.
En 1244, à la chute du château de Montségur, quatre cavaliers s'échappent dans la nuit emportant avec eux le trésor des Cathares. Ce trésor n'est autre que deux enfants, Roç et Yeza, qui seraient les descendants de la lignée royale du Christ.

## Les chapitres
- Les Enfants du Graal (1996) (Die Kinder des Gral, 1991) traduit de l'allemand par Jacques Say.
- Le Sang des rois (1997) (Das Blut der Könige, 1993) traduit de l'allemand par Olivier Mannoni.
- La Couronne du monde (1998) (Die Krone der Welt, 1995) traduit de l'allemand par Olivier Mannoni.
- Le Calice noir (1999) (Der Schwarze Kelch, 1997) traduit de l'allemand par Olivier Mannoni.
- La Princesse et le Kilim (2006) (Der Kelim der Prinzessin, 2004).
- note : Le roman La Cathare bien qu'écrit plus tard fait découvrir certains personnages préalablement au cycle Les Enfants du Graal, comme par exemple Laurence de Belgrave dite « Laure Rouge »

## Les personnages
- Roger Raymond Bertrand dit Roç, Trencavel du Haut-Ségur
- Isabelle Constance Ramona dite Yeza, Esclarmonde du Mont-Sion
- Jean de Joinville, Chroniqueur de Saint Louis
- Guillaume de Rubrouck, de l'Ordre des frères mineurs
- Gavin Montard de Béthune, précepteur du Temple
- Créan de Bourivan, assassin au service du Prieuré de Sion
- Fassr ed-Din Octay, Constance de Selintonte, dit Faucon rouge émir mamelouk, fait chevalier par l'empereur Frédéric II
- Laurence de Belgrave, comtesse d'Otrante dite L'Abesse
- Sigbert von Oxfeld, commandeur de l'ordre des chevaliers teutoniques de Starkenberg